# DeathSpank
DeathSpank (ou DeathSpank: Orphans of Justice) est un jeu vidéo de type action-RPG développé par Hothead Games et édité par Electronic Arts, sorti en 2010 sur Windows, Mac, PlayStation 3 et Xbox 360.
Il a pour suite DeathSpank: Thongs of Virtue et The Baconing.

## Accueil
- PC Gamer : 72 %[1]